# Шарпар В'ячеслав Володимирович
Шарпар В'ячеслав Володимирович (2 червня 1987, Зеленодольськ, Дніпропетровська область) — український футболіст, центральний півзахисник луцької «Волині».

## Життєпис
В'ячеслав народився 2 червня 1987 року в місті Зеленодольську, Дніпропетровської області.
Шарпар почав займатися футболом у рідному місті, в місцевій ДЮСШ. Після цього виступав у дитячо-юнацькій футбольній лізі України за запорізькі «Торпедо-Космос» та «Торпедо».

### Клубна кар'єра
Влітку 2004 року потрапив в «Нафком» з міста Бровари, який виступав у Першій лізі України. У команді він провів півроку, зігравши за цей час 9 матчів, в яких забив один м'яч. Взимку 2005 року перейшов в сімферопольську «Таврію», де тренером був колишній тренер «Нафкому» Олег Федорчук. За основний склад «Таврії» він так і не зіграв, зате провів 37 матчів і забив 4 голи в молодіжній першості.
Першу половину сезону 2006/07 він провів у складі друголігового «Хіміка» з Красноперекопську на правах оренди, за команду він забив 3 голи в 13 матчах. У домашньому матчі 1/32 фіналу Кубка України проти київського «Арсеналу» (2:1), Шарпар забив перший гол у матчі вже на 3 хвилині. У наступному раунді «Хімік» поступився донецькому «Металургу» (2:3) і вилетів з розіграшу Кубка.
У січні 2007 року побував на перегляді в криворізькому «Кривбасі», але команді не підійшов. У підсумку він перейшов в «Нафтовик-Укрнафту» їх Охтирки. У сезоні 2006/07 «Нафтовик» став переможцем Першої ліги і вийшов у Вищу. 14 липня 2007 року Шарпар дебютував у Вищій лізі України у виїзному матчі проти харківського «Металіста» (2:0).

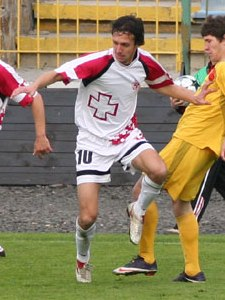
В'ячеслав Шарпар під час виступів за «Волинь». 29 квітня 2010 року

На початку 2008 року Шарпар був відданий в оренду в маріупольський «Іллічівець». Разом з командою став переможцем Першої ліги України в сезоні 2007/08. У складі команди провів 11 матчів і забив 1 гол. Після цього повернувся в «Нафтовик». Всього за клуб він зіграв в 28 матчах, в яких забив 3 голи. Взимку 2009 року Шарпар залишив «Нафтовик», а пізніше він побував на перегляді в одному з польських клубів. Потім В'ячеслав півроку виступав за чернігівську «Десну», в команді забив 2 м'ячі в 12 матчах.
Влітку 2009 року перейшов в луцьку «Волинь». У сезоні 2009/10 разом з командою став срібним призером Першої ліги, поступившись лише «Севастополю», «Волинь» вийшла в Прем'єр-лігу. Також у цьому сезоні клуб, вдруге в історії дійшов до півфіналу Кубка України, де поступився сімферопольській «Таврії» (1:2), майбутньому володарю трофею. У команді Шарпар став гравцем основного складу.
У січні 2011 року В'ячеслав поїхав на перегляд у харківський «Металіст», разом з одноклубником Олександром Пищуром. Шарпар пройшов з «Металістом» практично всі зимові збори, але довгий час команди не могли домовиться про ціну трансфера. До того ж сам Мирон Маркевич сказав, що хоче бачити його в команді і що за ним клуб стежив ще з часів виступів за «Нафтовик». У підсумку трансфер таки відбувся і Шарпар був заявлений за «Металіст» під 87 номером. Клуб заплатив за нього 2 000 000 євро.
У складі «Металіста» Шарпар дебютував 5 березня 2011 року в виїзному матчі проти полтавської «Ворскли» (0:0). Всього в сезоні 2010/11 Шарпар провів за «Металіст» 7 матчів у чемпіонаті України, також він зіграв в 2 матчах в молодіжній першості України. Разом з командою став бронзовим призером чемпіонату.
Влітку 2011 року повернувся на правах безкоштовної оренди назад в «Волинь». У сезоні 2011/12 провів за клуб 24 матчі в Прем'єр-лізі, 2 матчі в молодіжному чемпіонаті. У Кубку України «Волинь» дійшла до півфіналу де поступилася донецькому «Шахтарю» (3:4). Шарпар в Кубку зіграв у 4 матчах і забив 2 м'ячі.
На початку червня 2012 року з'явилася інформація, що одеський «Чорноморець» орендував В'ячеслава Шарпара на один сезон. Разом з командою він пройшов збори в Австрії. У липні 2012 року В'ячеслав звернувся до головного тренера Романа Григорчука з проханням відпустити його назад в «Металіст» за сімейними обставинами. У підсумку він повернувся в «Металіст».
Після повернення в «Металіст» Мирон Маркевич награвав його на позиції останнього захисника, проте футболіст так і не зміг пробитись до основного складу харківського клубу.
У лютому 2013 року разом з одноклубниками Миланом Обрадовичем та Олександром Романчуком перейшов на правах оренди до кінця сезону в київський «Арсенал». Дебютував у першому ж матчі весняної частини сезону в грі проти дніпропетровського «Дніпра». Після зняття «канонірів» з чемпіонату восени 2013 року повернувся до Харкова, але вже незабаром був відданий в оренду ужгородській «Говерлі».
Влітку 2014 року, після чергового повернення до Харкова, знову був відданий в оренду, цього разу з одноклубником Олександром Нойком до донецького «Металурга».
В березні 2015 року перейшов до складу «Волині» (Луцьк). У складі лучан відіграв в основі всі 11 матчів чемпіонату, відзначився голом у ворота луганської «Зорі». 18 червня 2015 року стало відомо що Шарпар та «Шериф» з Тирасполя дійшли згоди та уклали угоду. 25 червня 2015 року, вийшовши на заміну у складі «Шерифа», допоміг тираспольчанам завоювати Суперкубок Молдови. Однак у серпні залишив команду і розірвав контракт за обопільною згодою. Всього ж В'ячеслав зіграв у п'яти офіційних матчах за клуб.
У кінці серпня 2015 року повернувся у «Волинь». 29 серпня в першому ж матчі за лучан після повернення забив у компенсований час гол у ворота донецького «Олімпіка» і приніс своїй команду перемогу 1:0. 22 січня 2016 року розірвав контракт з «Волинню», а вже наступного дня підписав угоду з казахстанським «Атирау».
6 лютого 2017 року Шарпар перейшов до складу полтавської «Ворскли».

### Кар'єра в збірній
У серпні 2007 року Олексій Михайличенко вперше викликав В'ячеслава Шарпара в молодіжну збірну України до 21 року на турнір пам'яті Валерія Лобановського, на якому зіграв в обох матчах, але після того до складу молодіжку більше не запрошувався.

## Досягнення
- Бронзовий призер чемпіонату України: 2011
- Переможець першої ліги: 2007, 2008
- Срібний призер чемпіонату України в першій лізі: 2010
- Володар Суперкубка Молдови: 2015
- Чемпіон Латвії: 2019